# 山口富夫
山口 富夫（やまぐち とみお、1948年7月30日 - ）は、神奈川県出身の元プロ野球選手（投手/右投げ右打ち）である。プロ入り前の名前は山口 富雄（読みは、上記と同じ）だった。

## 来歴・人物
横浜高校、神奈川大学を経て三協精機に入社、1971年の都市対抗ではチームの準決勝進出に貢献。1972年のドラフト会議で、太平洋クラブライオンズの2位指名を受けてプロ入り。新人の年にオープン戦で開幕投手を務めたが公式戦での登板機会に恵まれないまま、1975年オフに金銭トレードで読売ジャイアンツに移った。ジャイアンツでは打撃投手を兼務しつつ一軍入りを目指したが、活躍できず引退後もジャイアンツに残り、1992年まで打撃投手としてチームを陰から支えた。
ジャイアンツ時代の昭和50年代前半（1976年 - 1979年ごろ）、王貞治内野手の専属打撃投手として活躍していた縁から、ゼネラル石油のテレビコマーシャルに出演したことがある（テーマは「主役の裏方」）。なお、新人の年にオープン戦で王から本塁打を浴びている。

## 詳細情報

### 年度別投手成績
- 一軍公式戦出場なし

### 背番号
- 32 （1973年 - 1975年）
- 88 （1976年 - 1979年）
- 91 （1980年 - 1988年）
- 113 （1989年 - 1992年）